# Dihydroergocryptin
Dihydroergocryptin (DHEC) ist ein von den Mutterkornalkaloiden abgeleiteter Arzneistoff. Es wirkt primär als Dopamin-D2-Agonist und weiterhin als D1-Partialagonist und wird hauptsächlich zur Behandlung des Morbus Parkinson eingesetzt.

## Klinische Angaben

### Anwendungsgebiete (Indikationen)
- Morbus Parkinson, bei Patienten ohne Fluktuationen im Krankheitsbild als Monotherapie oder in Kombination mit Levodopa.
- Intervallbehandlung der Migräne-Kopfschmerzen (nur Schweiz).

### Dosierung, Art und Dauer der Anwendung

#### Morbus Parkinson
Die Anfangsdosis beträgt 10 mg pro Tag (mg/d). Nach jeweils zwei Wochen kann eine Steigerung um 10 mg/d bis zum Erreichen der erforderlichen Erhaltungsdosis erfolgen. Die Erhaltungsdosis beträgt i. d. R. 60 mg/d und in Einzelfällen bis zu 120 mg/d. Diese Dosierungen gelten auch für die Kombinationsbehandlungen mit Levodopa. Die Tagesdosis ist auf zwei Einnahmen zu verteilen.

#### Migräne-Kopfschmerzen
Die Intervall-Behandlung der Migränekopfschmerzen wird mit einer Dosis von 10 mg/d begonnen und kann nach zwei Wochen auf die Erhaltungsdosis von 20 mg/d erhöht werden. Auch bei Erfolg der Behandlung sollte die Einnahme von DHEC nach sechs Monaten unterbrochen und erst bei einem Rückfall wieder aufgenommen werden. Die Tagesdosis ist auf zwei Einnahmen zu verteilen.

### Gegenanzeigen (Kontraindikationen)
- Überempfindlichkeit gegen Mutterkornalkaloide
- fortgeschrittene Leberschädigung
- Kombinationsbehandlung mit Erythromycin und anderen Makrolid-Antibiotika, die das Cytochrom-P450-Isoenzym Cytochrom P450 3A4 hemmen
- Kindesalter
- Schwangerschaft und Stillzeit

Besondere Vorsicht ist bei Psychosen und Bluthochdruck geboten.

### Wechselwirkungen mit anderen Medikamenten
- Hemmstoffe des arzneimittelabbauenden Enzyms CYP 3A4 führen zu einer deutlichen Erhöhung der Blutspiegel von DHEC: in einer Studie mit Erythromycin stiegen die Spitzenkonzentrationen im Blut um ca. das 10fache; insgesamt kam es zu einer 16-fachen Erhöhung der Verfügbarkeit von DHEC im Blut.[2] Daher sollten Erythromycin und andere Makrolidantibiotika nicht zusammen mit DHEC gegeben werden. Auch bei gleichzeitiger Behandlung mit anderen Hemmstoffen des CYP-3A4-Enzyms (z. B. HIV-Proteaseinhibitoren, Azol-Antimykotika, Verapamil, Valproinsäure, Fluoxetin, Cimetidin oder Amiodaron) ist Vorsicht geboten. Wenn diese Arzneimittel wieder abgesetzt werden, muss die Dosis von DHEC gegebenenfalls wieder angepasst werden.
- DHEC sollte nicht zusammen mit anderen Mutterkornalkaloiden verwendet werden, da sich die Nebenwirkungen dieser Arzneistoffe verstärken können (Ergotismus).
- DHEC kann die Thrombozytenaggregation beeinträchtigen und gerinnungshemmend wirken. Bei Patienten, die gleichzeitig andere, die Blutgerinnung beeinflussende Arzneimittel erhalten, sollten häufigere Kontrollen vorgenommen werden.
- Eine Interaktion zwischen DHEC und Medikamenten, die den Blutdruck oder die Psyche beeinflussen, kann nicht ausgeschlossen werden. Wechselwirkungen mit Alkohol wurden nicht untersucht. Die gleichzeitige Einnahme von Alkohol kann die Verträglichkeit von DHEC verschlechtern.
- Die gleichzeitige Einnahme von Nitropräparaten kann u. U. die Wirkung von DHEC verstärken.
- DHEC hat keinen klinisch relevanten Einfluss auf die Pharmakokinetik von Levodopa. Dennoch kann es bei gleichzeitiger Anwendung von Levodopa zu häufigerem Auftreten von Magenschmerzen, niedrigem Blutdruck, Kopfschmerzen und Ödemen kommen.

### Anwendung während Schwangerschaft und Stillzeit
Tierstudien haben unerwünschte Effekte auf die Föten gezeigt. DHEC kann Wehen vor dem Schwangerschaftstermin auslösen und kann die Milchabgabe hemmen. Daher darf DHEC bei Schwangerschaft oder während der Stillzeit nicht eingenommen werden.

## Sonstige Informationen

### Geschichte
DHEC wurde in den 1990er Jahren durch die italienische Firma Poli (heute Polichem S.A., Lugano, Schweiz) in den Anwendungsgebieten Morbus Parkinson und Migräne entwickelt und anschließend an verschiedene Firmen in Deutschland und der Schweiz auslizenziert.

### Studien
Die Zulassung von DHEC bei der Behandlung von Patienten mit Morbus Parkinson beruht auf Studien von Battistin et al. und Bergamasco u. a.  Die Wirksamkeit bei der Behandlung von Migräne wurde von Bussone u. a. und Micieli u. a. bestätigt. Wie viele Dopaminagonisten wurde auch DHEC wurde bei der Behandlung von Patienten mit restless legs-Syndrom (RLS) untersucht. DHEC ist jedoch nicht zur Behandlung von RLS zugelassen.

## Handelsnamen
- Almirid (D), Cripar (D, CH)